# ملکه (فیلم ۱۳۹۰)
ملکه فیلمی به کارگردانی محمدعلی باشه آهنگر و نویسندگی محمدعلی باشه آهنگر و محمدرضا گوهری و تهیه‌کنندگی ابوالقاسم حسینی ساخته سال ۱۳۹۰ است.

## خلاصه فیلم
فیلم ملکه به روایت داستان دیده‌بانی به نام سیاوش (با بازی میلاد کی‌مرام) می‌پردازد که به دنبال فرصتی است تا توانایی‌های خود را نشان دهد. او یک برج پالایشگاه (پالایشگاه آبادان) را برای دیده‌بانی انتخاب می‌کند که بر حیاتی‌ترین مختصات و جایگاه‌های دشمن احاطه دارد. داشتن چنین دیدگاهی یک فرصت طلایی برای جبهه خودی به وجود می‌آورد، اما با اولین تلفاتی که از دشمن می‌گیرد و ورود شخصیت خیالی داستان (با بازی مصطفی زمانی) که جمشید نام دارد، تردیدها آغاز می‌شود. به یکباره این قدرت مطلق برای کشتن انسان‌ها برای سیاوش ترسناک می‌شود.
ملکه روایت زنبورهایی است که نیش می‌زنند با آن که می‌دانند می‌میرند چرا که خانه از جان برای‌شان با ارزش‌تر است.

## بازیگران
- حمیدرضا آذرنگ در نقش سیف‌الله
- میلاد کی‌مرام در نقش سیاوش
- حسین باشه آهنگر در نقش موسی
- هومن برق نورد در نقش عیسی
- همایون ارشادی در نقش افسر عراقی
- مالک سراج در نقش اسدالله
- مهدی سلطانی در نقش سرگرد امجد
- مصطفی زمانی در نقش جمشید

## جوایز

### جوایز در سی‌امین جشنوارهٔ فجر
ملکه در حالی که در جشنوارهٔ سیم فجر با نامزدی در ۱۴ رشته رکورددار بود، تنها برندهٔ سه جایزه شد که به شرح زیر است:
- سیمرغ بلورین بهترین موسیقی (حسین علیزاده) سی‌امین دوره جشنواره فیلم فجر
- سیمرغ بلورین بهترین طراحی و صحنه و لباس (عباس بلوندی) سی‌امین دوره جشنواره فیلم فجر
- دیپلم افتخار بهترین جلوه‌های ویژه بصری رایانه‌ای (حسن ایزدی) سی‌امین دوره جشنواره فیلم فجر

### جوایز در شانزدهمین جشن خانه سینما
فیلم ملکه با دریافت ۱۱ تندیس از شانزدهمین جشن خانهٔ سینما در سال ۱۳۹۳ خبرساز شد. این جشن پس از سه سال تعطیلی اجباری خانهٔ سینما برگزار شد و کارنامهٔ سه سالهٔ سینمای ایران بود. جوایز فیلم ملکه به شرح زیر است:
- بهترین فیلم، به تهیه‌کنندگی سیدابوالقاسم حسینی
- بهترین کارگردانی: محمد علی باشه آهنگر
- بازیگر نقش اول مرد میلاد کی مرام
- نقش مکمل مرد حمیدرضا آذرنگ
- بهترین فیلمبرداری علیرضا زرین‌دست
- بهترین تدوین حمید باشه آهنگر
- بهترین طراحی صحنه عباس بلوندی
- بهترین صدابرداری عباس رستگارپور
- بهترین صداگذاری و میکس امیرحسین قاسمی
- بهترین جلوه‌های ویژه محسن روزبهانی
- بهترین جلوه‌های بصری سید حسن ایزدی

### جوایز در ششمین جشن منتقدان سینمای ایران
ملکه در ششمین جشن جشن منتقدان و نویسندگان سینمای ایران نامزد دریافت ده جایزه، از جمله بهترین فیلم، بهترین کارگردانی، بهترین فیلمنامه، بهترین فیلمبرداری، بهترین تدوین، بهترین بازیگران نقش اول و مکمل مرد، بهترین موسیقی و بهترین استانداردهای حرفه‌ای تهیه‌کنندگی شد و از آن میان برندهٔ تندیس‌های زیر شد:
- دیپلم افتخار و تندیس بهترین کارگردانی برای محمدعلی باشه‌آهنگر
- دیپلم افتخاربهترین نقش مکمل مرد برای حمیدرضا آذرنگ
- دیپلم افتخار و تندیس بهترین فیلمبرداری برای علیرضا زرین دست
- دیپلم افتخار و تندیس بهترین موسیقی برای حسین علیزاده

### جایزهٔ در جشنواره مذهب امروز
ملکه همچنین موفق شد دو جایزه را از جشنواره «مذهب امروز» در کشور ایتالیا دریافت کند. این جشنواره در ترنتو و چند شهر دیگر کشور ایتالیا برگزار شد.
- جایزه صلح و حقوق بشر فوروم حقوق بشر
- دیپلم افتخار هیپت داوران مسابقه بین‌الملل

در بخشی از بیانیهٔ هیئت داوران آمده‌است:
“بازنمایی جنگ ایران – عراق در جای خود تصمیمی مهم و شجاعانه است. توان خلق تصاویری فراواقعی، گاه بامزه، اغلب غم‌انگیز و عمدتاً سرشار از تردیدی اخلاقی یکی از دستاوردهای اصلی فیلم است. به همین دلیل ما تصمیم گرفتیم لوح افتخار را به ملکه اهدا کنیم.”

### جوایز در دوازدهمین جشنوارهٔ مقاومت
ملکه در دوازدهمین جشنوارهٔ مقاومت در کرمان نامزد شش عنوان جایزه شد. این فیلم موفق به کسب جوایز زیر از این جشنواره شد:
- بهترین بازیگری مرد میلاد کی‌مرام
- بهترین جلوه‌های ویژه محسن روزبهانی
- جایزه ویژه هیئت داوران به علیرضا زرین‌دست برای فیلمبرداری فیلم ملکه
- تندیس بهترین فیلم سینمایی بین‌الملل